# حرب محررات النصوص
حرب محررات النصوص هو الاسم الشائع للمنافسة الحاصلة بين مستخدمي محرر النصوص في آي والمحرر إيماكس وقد أضحت هذه المنافسة جزءاً دائماً من ثقافة ما يعرف بالهاكرز ومجتمع البرمجيات الحرة، والكثير من الحروب الضروس تم خوضها بين المجموعات التي تصر كل واحدةٍ منهن على أن المحرر الذي تتبناه هو المحرر المثالي والأوحد عندما يتعلق الأمر بتحرير النصوص وبالأخص عند تحرير نصوص الشيفرات المصدرية لبرامج الحاسوب، ومن المعلوم أن اختيار محرر النصوص هو مسألة تؤثر على المستخدم بشكل شخصي وذلك على غير نمط حروب أنظمة التشغيل، أو حروب لغات البرمجة، أو حتى حروب أساليب الإزاحة عند كتابة نص الشيفرة المصدرية.

## الإختلافات والفروقات بين في آي وإيماكس
نسرد فيما يلي لائحة بأهم الفروقات بين في آي وإيماكس:
|                                 | في آي | إيماكس |
| ------------------------------- | --- | --- |
| تنفيذ ضغطة المفاتيح             | عملية التحرير في "في آي" تحتفظ بجميع التباديل الخاصة بأزرار لوحة المفاتيح ويقوم هذا النمط بخلق مساق في شجرة القرار مما يسهل تحديد أي أمر بشكل لا لبس فيه.                                                  | الأوامر في إيماكس هي عبارة عن إختصارات في لوحة المفاتيح بحيث يتم الضغط على أحد المفاتيح الوظيفية (مثل ⇧ Shift أو Ctrl) باستمرار وفي نفس الوقت يتم الضغط على الأزرار الأخرى، ويتم تنفيذ الأمر عندما يتم الإنتهاء تماماً من كتابته، ويشكل هذا النمط أيضاً أحد مساقات شجرة القرار ولكنها بدون استخدام الأزرار الفردية. |
| توظيف الذاكرة الرئيسية والتخصيص | تاريخياً يعتبر في آي الأسرع والأصغر حجماً ولكنه أيضاً الأقل قابلية للتخصيص. | إيماكس يأخذ وقتاً أطول للتحميل كما وأنه يستهلك جزءاً أكبر من الذاكرة الرئيسية وعلى الرغم من ذلك فقابليته للتخصيص عالية جداً كما وأنه يحوي العديد من المزايا والوظائف وذلك بسبب كونه بيئة تنفيذية للبرامج المصممة لتحرير النصوص والمكتوبة بلغة ليسب.                                                                  |
| بيئة المستخدم                   | تم استخدام في آي حصرياً داخل وحدات التحكم ذات النمط النصي وبالتالي لم يقدم واجهة مستخدم رسومية وعلى الرغم من ذلك فقد ظهرت أنواع من مشتقات في آي تدعم واجهة المستخدم الرسومية بشكل كامل مثل جي فيم وماك فيم. | في بداية تطويره تم تصميم إيماكس ليتناسب مع وحدات التحكم ذات النمط النصي إلا أنه قام بدعم واجهة المستخدم الرسومية في وقت مبكر نسبياً. |
| واجهة التصفح                    | في آي يستخدم أنماط مميزة للتعامل مع النصوص والأوامر (يحوي في آي نمطين رئيسيين وهما نمط الأوامر ونمط التحرير).                                                                                              | إيماكس يستخدم وظائف مفتاح ميتا (metakey) |

### مزايا في آي (و مشتقاته)

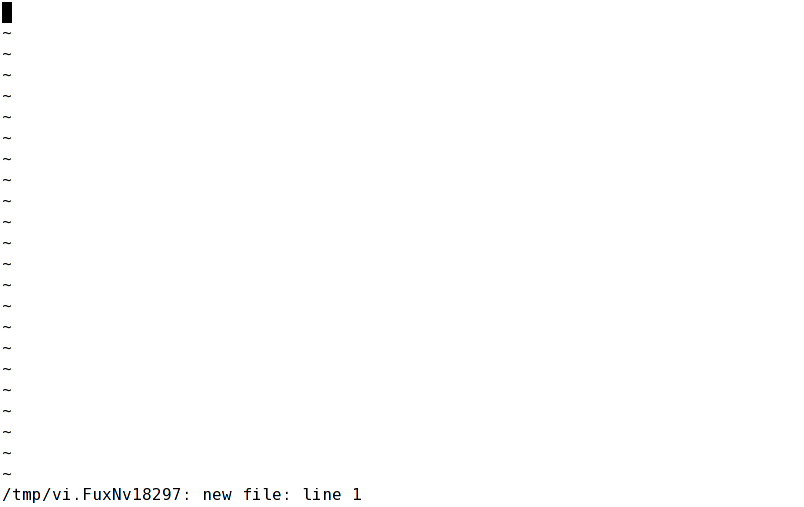
ملف مؤقت فارغ تم تحريره بواسطة في آي.

يمكن سرد مزايا محرر النصوص في آي (و مشتقاته) بالنقاط التالية:
- تاريخياً يعتبر في آي أسرع من إيماكس.
- يعمل على جميع الأنظمة التي تطبق مكتبة سي القياسية ويشمل ذلك يونكس، لينكس، أميغا أو أس، دوس، ويندوز، ماك، بي أو أس، والأنظمة التي تطبق معايير بوسيكس.
- قابل للتوسع والتخصيص عن طريق برمجية فيم سكريبت أو واجهات برمجة تطبيقية للغات التي تستخدم المفسرات في تنفيذ الأوامر مثل بايثون، بيرل، روبي، ولوا.
- الانتشار والتوزيع حيث أن في آي موجود بشكل رئيسي في جميع أنظمة يونكس ومشتقاته وموجودة أيضاً في أشباه يونكس بشكل تلقائي.

### مزايا إيماكس

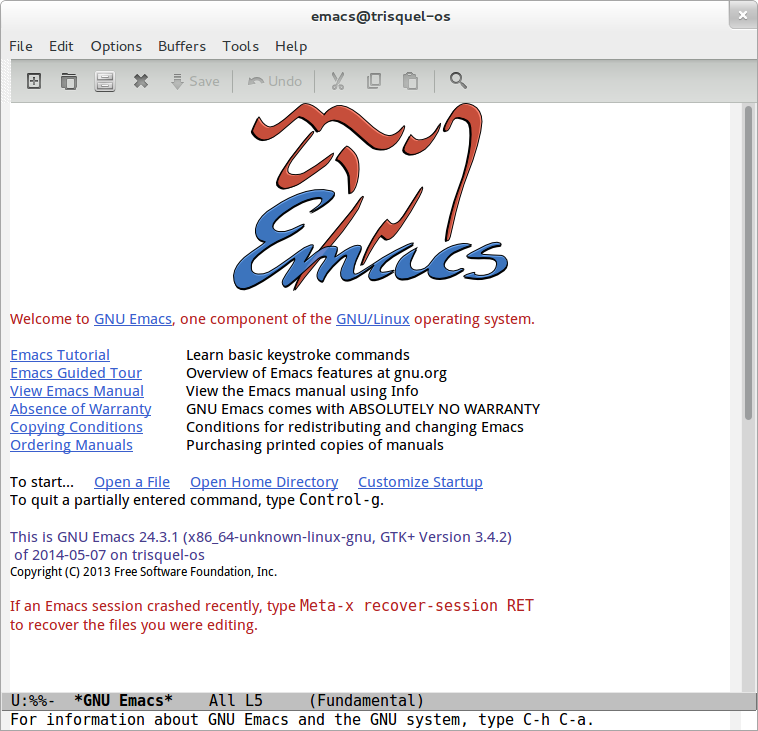
الشاشة الرئيسية لمحرر النصوص إيماكس

يمكن سرد مزايا محرر النصوص إيماكس بالنقاط التالية:
- يعتبر إيماكس أحد أكثر البرامج تصديراً (أي بمعنى أنه قابل للتنصيب والعمل على بيئات حاسوبية مختلفة) حيث يعمل على قائمة كبيرة من نظم التشغيل وتشمل معظم أشباه يونكس، ماك أو إس أكس[1][2]، أم أس دوس، ميكروسوفت ويندوز[3][4][5]، أميغا أو أس، وأوبن في أم أس، وأنظمة يونكس بشقيها الاحتكاري والمجاني تقوم بتضمين إيماكس مع أنظمتها بشكل تلقائي.
- قابل للتمدد (التمدد هنا بمعنى زيادة قدرته على أداء وظائف أكثر) والتخصيص ويشمل ذلك مزايا منها:
  - القدرة على محاكاة المحررين في آي وفيم وذلك من خلال الإضافتين (viper-mode) و (evil).
  - وجود مدير ملفات قوي وقابل للتمدد وهو البرمجية «دايرد» (Dired) وكذلك من خلال متعقب الأخطاء المدمج معه بالإضافة إلى مجموعة كبيرة من الأدوات البرمجية الأخرى.

## فكاهة الحرب

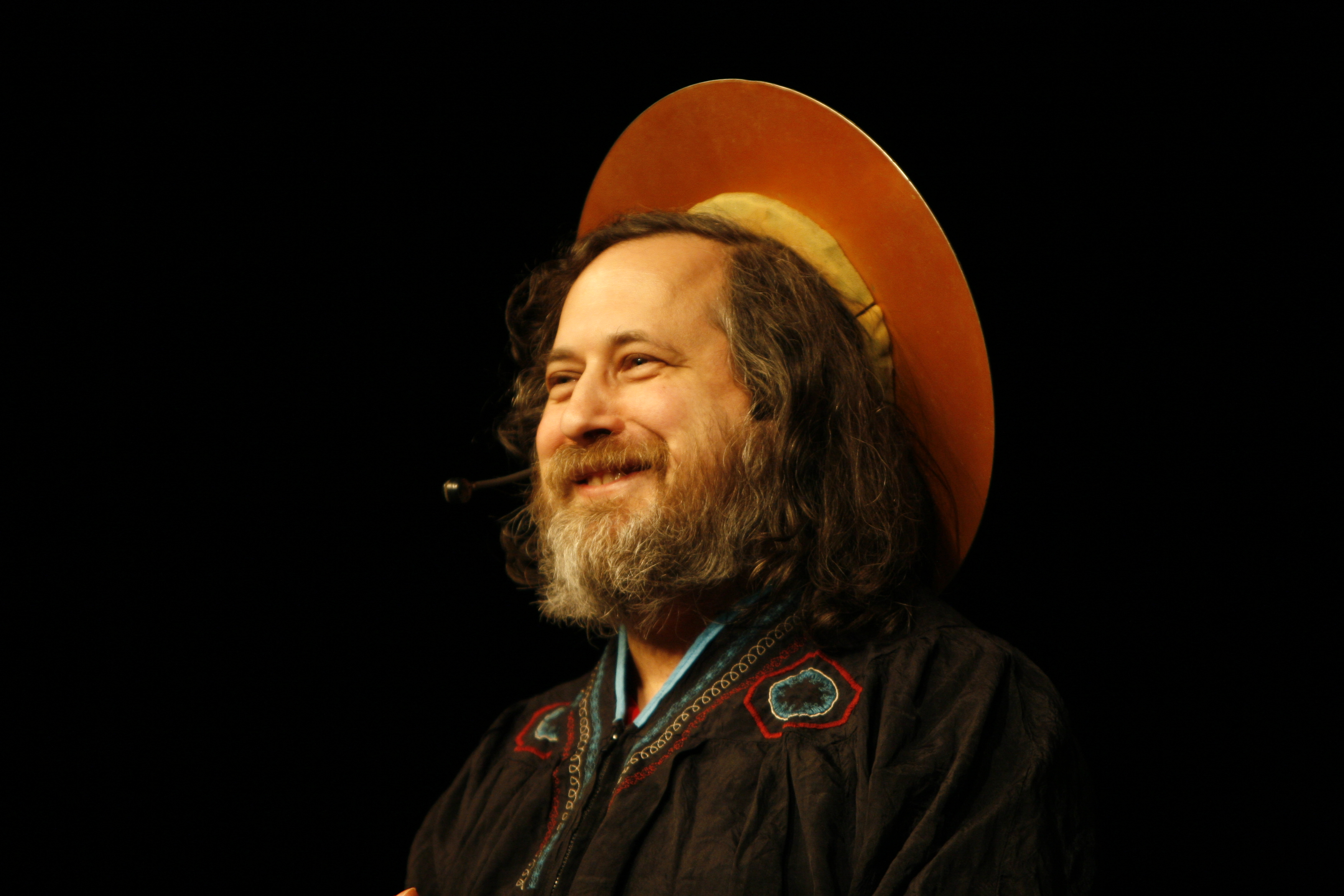
ريتشارد ستولمان يظهر بمظهر القديس سينت إغنوسيوس

بشكل متكرر قد تجد أحد المستخدمين في النقاشات يدعي أن محرر النصوص إد هو المحرر المثالي وليس في آي أو إيماكس، وقد قام ريتشارد ستولمان بتأسيس ما يعرف بكنيسة إيماكس وهي طبعأ نكتة للتدليل على أن المحرر في آي «هو محرر الوحوش» حيث غالباً ما يشار إليه ب (في آي-في آي-في آي هو الرقم 666) وفي هذا إشارة إلى ما يعرف برقم الوحش وطبعاً لا يعارض ذلك استخدام المحرر في آي ولكنه يحرم استخدام البرمجيات الإحتكارية حيث أن «أتباع كنيسة إيماكس» (مستخدمي إيماكس) يشيرون إلى ذلك بالقول (إن استخدام نسخة حرة من المحرر في آي لا يعتبر خطيئة وإنما يعد تكفيراً عنها)، ويوجد لدى أتباع هذه الكنيسة مجموعتها الإخبارية الخاصة بها (alt.religion.emacs) والتي تحوي مقالات تدعو فيها لدعم هذه «الديانة التهكمية»، وبشكل فكاهي قام ريتشارد ستولمان بإدعاء نفسه «قديس كنيسة إيماكس» ويعبر عن ذلك بتسمية نفسه «سينت إغنوسيوس».

## الحالة الحالية لحرب محررات النصوص
.

فيم يعمل على نظام التشغيل ديبيان

في الماضي إزدهرت العديد من المحررات التي تحاكي محرر النصوص في آي ويعود السبب في ذلك لأهمية التوفير في حجم مساحة الذاكرة الرئيسية لجهاز الحاسوب حيث كانت أحجام الذاكرة في ذلك الوقت صغيرة جداً (و غالية الثمن) بالمقارنة مع الوقت الحاضر (و يشمل ذلك أيضاً مخازن البيانات والأقراص الصلبة) وكان في آي نموذجاً يحتذى به في توفير موارد النظام الحاسوبي وذلك أدى بدوره لازدهار محاكيات في آي، ومع تطور أجهزة الحاسوب وازدياد قوتها في معالجة البيانات تطورت أيضاً الكثير من محررات النصوص التي تحاكيف ي آي وخصوصاً محرر النصوص فيم حيث تطورت هذه المحررات من ناحية الحجم ومن ناحية التعقيد في الشيفرة المصدرية، وفي الوقت الحاضر أصبحت محاكيات في آي وكذلك محاكيات إيماكس القديمة تميل إلى الحفاظ على وظائف المحررات الأصيلة وتطويرها بما يشمل ذلك من مزايا ومساوء بالمقارنة مع المحررات القديمة، فعلى سبيل المثال في حال تنصيب محرر النصوص فيم بشكل مجرد وبدون أي إضافات فإنه يحتاج من مساحة قرص التخزين ما مقادره عشرة أضعاف ما يحتاجه المحرر في آي، وتستطيع النسخ الحديثة من فيم أن تحوي العديد من الإضافات مما يجعلها أبطأ من محاكيات إيماكس القديمة، ومن الجدير بالذكر أيضاً أنه ومع وجود أحجام كبيرة من الذاكرة الرئيسية في الأنظمة الحاسوبية الجديدة إلا أن في آي وإيماكس يعتبران من محررات النصوص الخفيفة والتي لا تستهلك الكثير من موارد النظام بالمقارنة مع محررات النصوص الحديثة مثل إي كليبس (الذي يميل مستخدموه للسخرية من مستخدمي في آي أو إيماكس أو أحد محاكياتهم).
و في عام 1999، يقول تيم أوريلي أن مؤسسة أوريلي ميديا قامت ببيع مقالات تعليمية تختص بمحرر في آي أكثر بضعفين من المقالات التي تختص بإيماكس (مما قد يعني أن في آي أكثر شعبيةً، أو أنه أصعب في التعلم، أو أن مقالات أوريلي المختصة بفي آي أكثر شهرةً من مقالات إيماكس)، والعديد من المبرمجين والمطورين يستخدمون أحد المحررين أو كلاهما أو أحد مشتقاتهما ومنهم لينوس تورفالدس الذي يستخدم محرر النصوص ميكرو إيماكس.
و بالإضافة إلى في آي وإيماكس نجد أن محرر النصوص بيكو ونسخته الحرة والمفتوحة المصدر جنو نانو ومحررات نصوص أخرى مثل أن إي غالباً ما يكون لهم مستخدموهم الأولياء اللذين يدعون المستخدمين الاَخرين لإستخدام محرراتهم وذلك على الرغم من عدم وصولهم لمرحلة في آي وإيماكس.
و تقوم العديد من أنظمة التشغيل وبالأخص جنو/لينكس وتوزيعات لينكس بالإضافة إلى بي أس دي ومشتقاته بتضمين عدة محررات نصوص كجزء من النظام وذلك لتغطية الشريحة الأوسع من رغبات المستخدمين وللتدليل على ذلك يقوم نظام التشغيل ماك أو أس أكس بتضمين إيماكس، وفيم، وجنو نانو، وإد.